# Torre Amisfield
A Torre Amisfield (em língua inglesa Amisfield Tower) é uma torre localizada em Dumfries and Galloway, Escócia.
A torre foi protegida na categoria A do listed building, em 3 de agosto de 1971.